# Estação Patriotismo
A Estação Patriotismo é uma das estações do Metrô da Cidade do México, situada na Cidade do México, entre a Estação Tacubaya e a Estação Chilpancingo. Administrada pelo Sistema de Transporte Colectivo, faz parte da Linha 9.
Foi inaugurada em 29 de agosto de 1988. Localiza-se no cruzamento da Rua Benjamín Franklin com a Rua General Salvador Alvarado. Atende o bairro Escandón, situado na demarcação territorial de Miguel Hidalgo, e o bairro Hipódromo Condesa, situado na demarcação territorial de Cuauhtémoc. A estação registrou um movimento de 6.549.633 passageiros em 2016.